# Енциклопедия Астронавтика
Енциклопедия „Астронавтика“ е уебсайт, богат на информация за космонавтиката.
Съдържа големи каталози на космически кораби, технологии, космонавти, полети, както и информация за повечето страни с ракетостроене с изследователска цел – от Робърт Годард до „Спейс Шатъл“ на НАСА и съветския „Буран“.
Сайтът се поддържа от ентусиаста Марк Уейд, който е събирал тази информация почти през целия си живот.
Енциклопедия „Астронавтика“ е сред най-важните източници в интернет за информация за Космоса.

## Официален сайт
- ((en)) Encyclopedia Astronautica